# 市庁・龍仁大駅
市庁・龍仁大駅（シチョン・ヨンインデえき）は、大韓民国京畿道龍仁市処仁区にある、龍仁軽電鉄の駅である。駅番号は(Y117)。

## 駅構造
相対式ホーム2面2線を有する高架駅。　

### のりば
- のりばの番号は存在しない。

| 上り | ●龍仁軽電鉄 | 器興方面               |
| 下り | ●龍仁軽電鉄 | 前垈・エバーランド方面 |

## 駅周辺
- 龍仁市庁
- 龍仁大学校
- 龍仁東部警察署
- 龍仁税務署
- 金鶴1橋
- 金鶴2橋
- 金鶴川橋

## 歴史
- 2013年4月26日 - 開業。

## 隣の駅
龍仁軽電鉄
●龍仁軽電鉄
三街駅 (Y116) - 市庁・龍仁大駅 (Y117) - 明知大駅 (Y118)